# Rio Buduşu
O Rio Buduşu é um rio da Romênia afluente do Rio Budac, localizado no distrito de Bistriţa-Năsăud.